# Acanthobrama
Genre
Acanthobrama est un genre de poissons de la famille des Cyprinidae.

## Liste des espèces
Selon FishBase (20 novembre 2016) :
- Acanthobrama centisquama Heckel, 1843
- Acanthobrama hadiyahensis Coad, Alkahem & Behnke, 1983
- Acanthobrama lissneri Tortonese, 1952
- Acanthobrama marmid Heckel, 1843
- Acanthobrama microlepis (De Filippi, 1863)
- Acanthobrama orontis Berg, 1949
- Acanthobrama persidis (Coad, 1981)
- Acanthobrama telavivensis Goren, Fishelson & Trewavas, 1973
- Acanthobrama thisbeae Freyhof & Özulug, 2014
- Acanthobrama tricolor Lortet, 1883
- Acanthobrama urmianus (Günther, 1899)

Selon World Register of Marine Species (20 novembre 2016) :
- Acanthobrama centisquama Heckel, 1843
- Acanthobrama marmid Heckel, 1843
- Acanthobrama telavivensis Goren, Fishelson & Trewavas, 1973
- Acanthobrama terraesanctae Steinitz, 1952
- Acanthobrama tricolor Lortet, 1883

Selon ITIS (20 novembre 2016) :
- Acanthobrama centisquama Heckel, 1843
- Acanthobrama hadiyahensis Coad, Alkahem & Behnke, 1983
- Acanthobrama hulensis Goren, Fishelson & Trewavas, 1973 - espèce éteinte selon l'UICN depuis 2006
- Acanthobrama lissneri Tortonese, 1952
- Acanthobrama marmid Heckel, 1843
- Acanthobrama mirabilis Ladiges, 1960
- Acanthobrama telavivensis Goren, Fishelson & Trewavas, 1973
- Acanthobrama terraesanctae Steinitz, 1952
- Acanthobrama tricolor Lortet, 1883